# Fernando Alfonso de León
Fernando Alfonso de León (c.1215/1218-Salamanca, 1285), fue un noble y religioso leonés e hijo ilegítimo del rey Alfonso IX de León y de una dama llamada Maura.
Fue deán de la catedral de Santiago de Compostela, arcediano de la catedral de Salamanca y canónigo subdiácono de la catedral de León, lo que en opinión de algunos historiadores constituye un claro caso de nepotismo. Y otros autores han destacado que la faceta mejor documentada de este eclesiástico emparentado con la familia real es su papel como terrateniente y administrador o «gestor» de las grandes propiedades y rentas que llegó a disfrutar por sus cargos eclesiásticos.

## Orígenes familiares
Fue nieto por parte paterna del rey Fernando II de León y de la reina Urraca de Portugal, aunque se desconoce quiénes fueron sus antepasados por parte materna.
Fue medio hermano, entre otros, del rey Fernando III de Castilla y del infante Alfonso de Molina, padre de la reina María de Molina.

## Biografía
Se desconoce su fecha de nacimiento, pero algunos autores afirman que nació aproximadamente entre los años 1215 y 1218, aunque según Manuel Villar y Macías debió nacer hacia el año 1200 o tal vez antes. Su madre fue una dama llamada Maura, aunque nada se sabe de su filiación, y la historiadora Inés Calderón Medina afirmó que se desconocen «qué motivaciones personales o políticas llevaron al rey (Alfonso IX de León) a relacionarse con esta misteriosa mujer». Y hay constancia de que Maura, que era salmantina, fue sepultada «bajo un arco» del claustro y cerca de la antigua Sala Capitular de la Catedral Vieja de Salamanca, templo en el que también sería enterrado su hijo Fernando Alfonso.

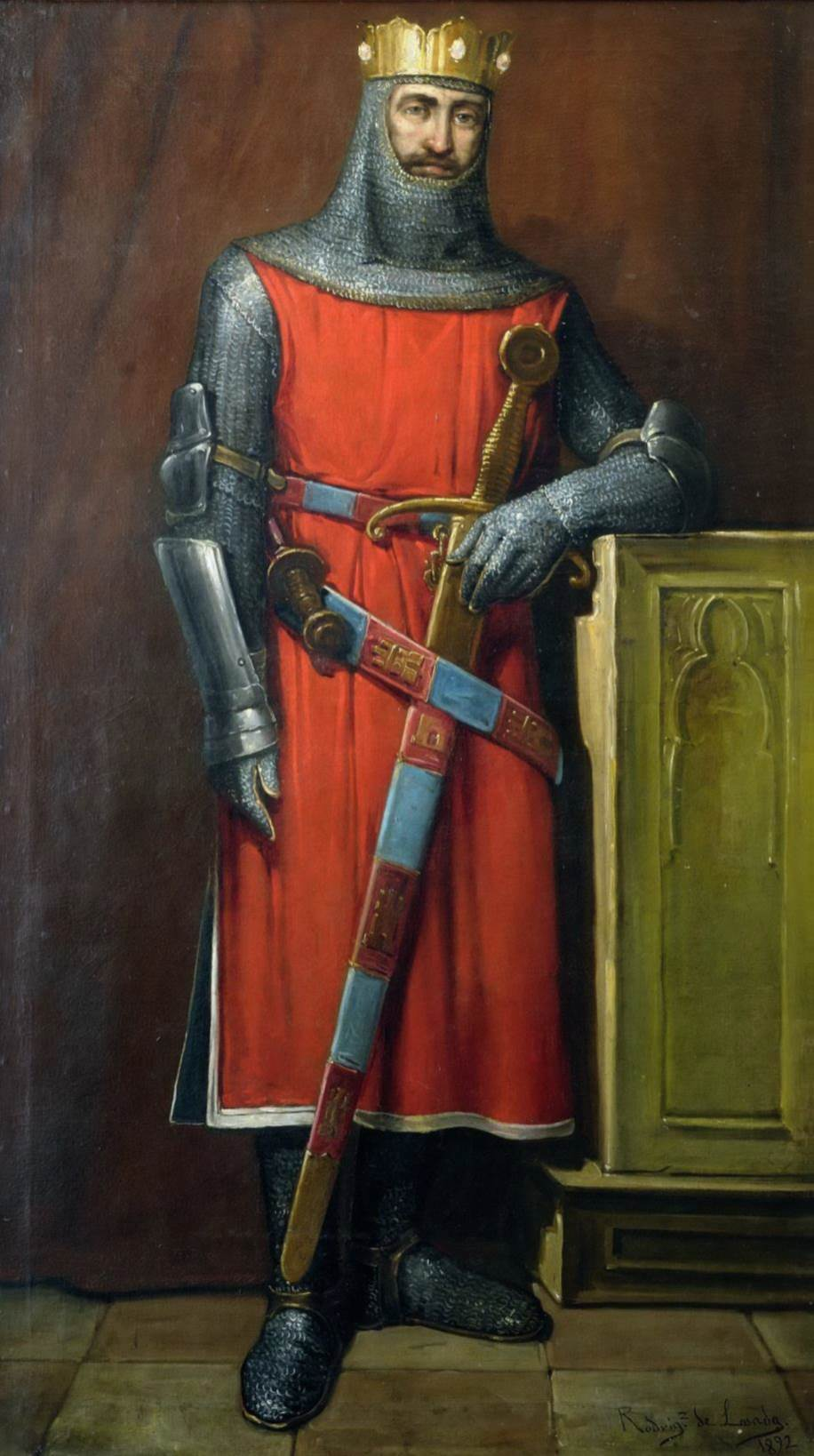
Retrato imaginario de Alfonso IX de León, por José María Rodríguez de Losada. Ca. 1892-1894. (Ayuntamiento de León).

Algunos historiadores confundieron en siglos pasados a Fernando Alfonso de León con el infante Fernando de Castilla, que fue hijo del rey Fernando III de Castilla y de la reina Beatriz de Suabia, debido a que ambos compartieron el mismo nombre de Fernando, aunque en la actualidad ningún historiador comete ese error. Y el origen de la confusión, como señaló Natalia Rodríguez Suárez, posiblemente esté en un fragmento del libro de aniversarios de la catedral de Salamanca que dice así:

VIII Kalendas Junii es a XXV de Mayo. El rey y D Fernando y doña Beatriz y su hijo Fernando Alfonso. Por el rey don Fernando que gano a cordova y a se/villa i por la reyna doña Beatriz su mujer por qui/en salen sobre la sepultura de don Fernando Alfonso dean de Santiago y arcediano de Salamanca su hijo que yaze / en la capilla del altar mayor como entran a la mano de/recha en un arco afigurado...

Fernando Alfonso de León optó por la carrera eclesiástica y llegó a ocupar los cargos de deán de la catedral de Santiago de Compostela, arcediano de la catedral de Salamanca y canónigo de la catedral de León, y según algunos autores cabe la posibilidad de que hubiera estudiado en la Universidad de Salamanca y de que hubiera formado parte de las primeras promociones de estudiantes de dicha universidad, aunque afirmaron que:

Este hijo natural de Alfonso IX pudo formar parte de las primeras promociones de estudiantes de la Universidad a juzgar por las fechas en que recibía sus primeras prebendas. Y se le debe suponer una cierta especialización en Derecho Canónico antes de recibir cargos tan relevantes como los citados. Sin embargo, la actividad de este personaje que ha quedado mejor documentada es la de latifundista y gestor de las grandes propiedades y rentas que le correspondían por sus prebendas en las diócesis de Ávila, Salamanca y Santiago.

En el año 1223 ya era canónigo de la catedral de Salamanca, según consta en la escritura de venta por la que Sancha González, que era hija de Gonzalo Juan, vendía a Gonzalo Fernández, obispo de Salamanca, la heredad que tenía en Galisancho. Y en la mencionada escritura de venta consta que Fernando Alfonso era hijo del rey Alfonso IX de León y canónigo de la catedral de Salamanca, como aseguró Villar y Macías. Y en 1223 el rey Alfonso IX de León donó a su hijo Fernando Alfonso la aceña de Monasterio en Salvatierra, que anteriormente había pertenecido a su tío materno, el arcediano Pedro Pérez.
Alfonso X el Sabio, que era sobrino de Fernando Alfonso, le nombró, según Villar y Macías, deán de la catedral de Santiago de Compostela, y está documentado que ya ocupaba ese cargo en el año 1255, y López Ferreiro señaló que «por su experiencia, y por la práctica que tenía en los negocios, conservaba cierto prestigio, que le hacía respetable, no sólo á todas las personas de la Iglesia, sino á los mismos burgueses y al Concejo compostelano».
El día 10 de febrero de 1256, hallándose Fernando Alfonso y Juan Arias, arzobispo de Santiago, en San Esteban de Gormaz, y tras haber sido convocados seguramente por el rey Alfonso X, ambos se comprometieron en nombre de la Iglesia compostelana a obedecer a la infanta Berenguela de Castilla, que era hija de Alfonso X, como «señora y heredera del reino» y también a todos los hijos que pudiera tener con el príncipe Luis de Francia, que era hijo del rey Luis IX de Francia. Y en 1262 Fernando Alfonso fue uno de los testigos presentes en el acuerdo por el que el deán y el cabildo catedralicio de Salamanca, con el consentimiento del obispo de la diócesis, otorgaban al concejo de Arcediano «carta de los fueros» que debían hacer.

El 12 de julio de 1266 el deán Fernando Alfonso, que ya era también arcediano de la catedral de Salamanca, compró a los hermanos Fernán, Sancha, María y Dominga García, y con el beneplácito de sus respectivos cónyuges, una bodega con seis cubas en el mercado de San Martín de Salamanca por la suma de trescientos maravedís. Y en el año 1267 Fernando Alfonso ya ocupaba también el cargo de arcediano de Salamanca y era miembro del Consejo del rey Alfonso X, según consta en el testamento otorgado por Domingo Martín, obispo de Salamanca, en el que Fernando Alfonso figuró como testigo, pero en realidad hay constancia de que ya ocupaba el arcedianato de la catedral salmantina en julio de 1266. Y algunos autores afirman que aunque habitualmente Fernando Alfonso residía en la ciudad de Santiago de Compostela, de vez en cuando «aparecía» por Salamanca.

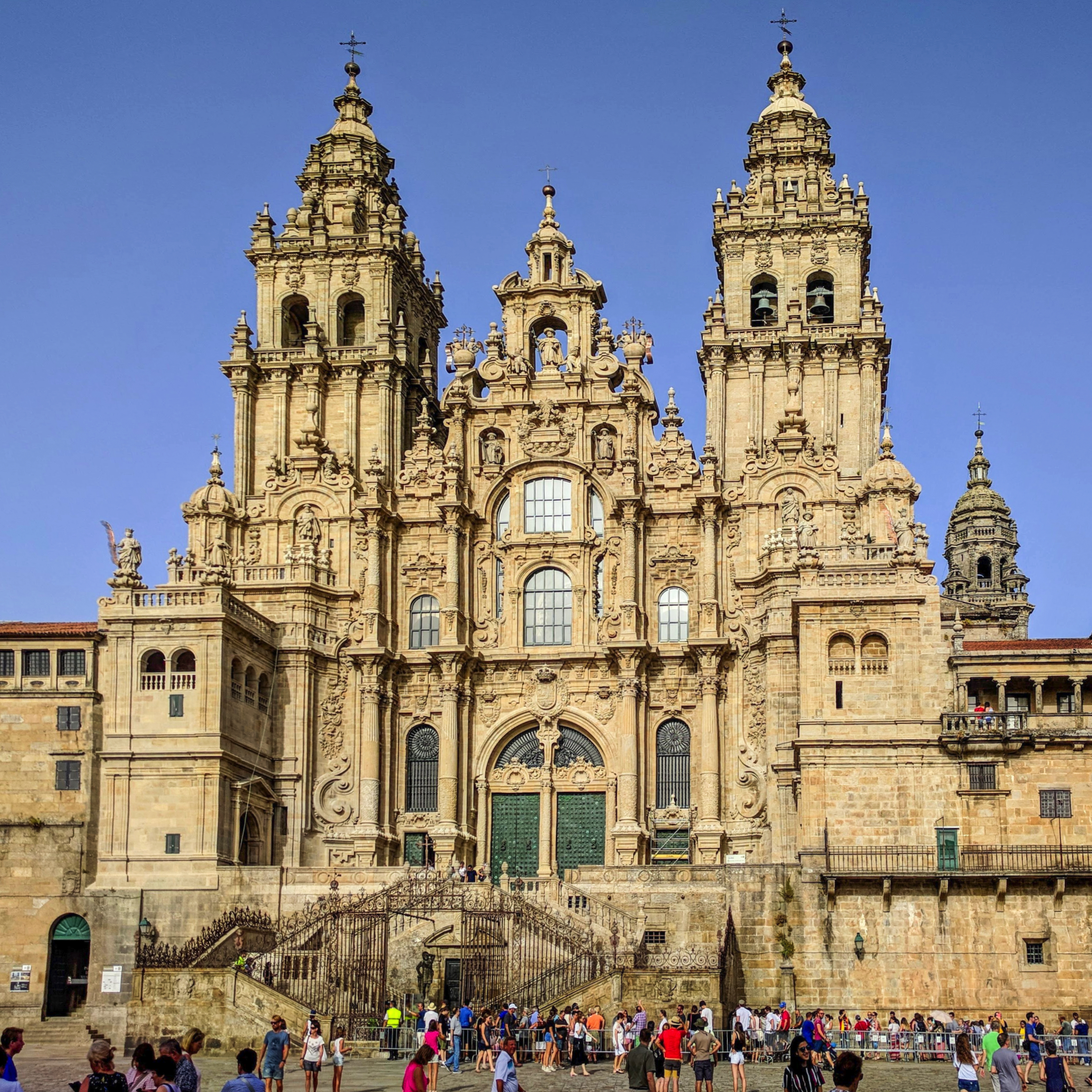
Fachada del Obradoiro de la catedral de Santiago de Compostela. (Provincia de La Coruña).

Portela Pazos mencionó que Fernando Alfonso se veía obligado a ausentarse de la ciudad de Santiago de Compostela para poder atender sus otros cargos de arcediano de la catedral de Salamanca y de canónigo de la catedral de León, y Antonio López Ferreiro afirmó que a Fernando Alfonso se le permitió:

En atención acaso á la respetabilidad de su persona, se le concedió facultad para nombrar Vicario (facultad que se extendió á todos sus sucesores hasta el Concordato del año 1851); el cual Vicario, por lo común, no era el Prebendado que le siguiese en dignidad, sino cualquiera otro que tuviese á bien elegir.

El 28 de marzo de 1269 el deán Fernando Alfonso cedió al cabildo catedralicio salmantino sus posesiones en Villoria y Villoruela junto con otros muchos bienes aunque se reservó el usufructo de los mismos, y en el documento de la donación se consignó que el cabildo salmantino quedaría obligado a poner dos capellanes y a celebrar un aniversario. Y el día 23 de septiembre de 1279 Fernando Alfonso compró por la suma de mil maravedís unas casas en la collación de San Isidro de Salamanca a Pedro de los Santos, a su esposa Teresa Alfonso, y a Antonio, clérigo de la ciudad de Toro.
En 1279 Fernando Alfonso de León fundó dos aniversarios en la catedral de Salamanca, siendo uno de ellos en nombre propio y el otro por el alma de su madre Maura, que estaba enterrada en el claustro de la Catedral Vieja de Salamanca, pero Villar y Macías ya advirtió que otros historiadores señalaron equivocadamente, basándose en el libro de aniversarios de la catedral, que Fernando Alfonso había fallecido en 1279. Además, el deán Fernando Alfonso fundó también otro aniversario en la catedral de León, y hay constancia de que dejó al cabildo catedralicio leonés dos mil maravedís para ese propósito.
El día 11 de enero de 1280 Fernando Alfonso ordenó en una carta que no se prohibiera pedir limosna a fray Andrés para las monjas del convento de Santa Clara de Salamanca, y hay constancia de que Fernando Alfonso aún vivía en el año 1281, ya que el día 13 de febrero de ese año Miguel Rodillo Ibáñez y su esposa María Martín vendieron, en nombre del deán Fernando Alfonso, unas casas en la collación del alcázar por la suma de 330 maravedís.
Además, Fernando Alfonso legó al cabildo catedralicio de Salamanca la casa principal en la que habitualmente residía, otras nueve casas que poseía en la Rúa de San Isidro, sus heredamientos de Revilla de Aldeadávila, Villoria y Villoruela, y los lugares de Mancera y Zafrón de Matarranas.
Fernando Alfonso de León falleció en Salamanca en 1285, y el día 10 de enero, según consta en su epitafio, pero Villar y Macías afirmó que falleció en 1286, basándose en una incorrecta copia del mismo, y Calderón Medina, por su parte, aseguró que debió fallecer aproximadamente entre 1281 y 1286, ya que en esta última fecha su hijo Juan Fernández recibió «en renta» algunas posesiones que su padre había recibido a su vez del cabildo catedralicio de Salamanca.

## Sepultura

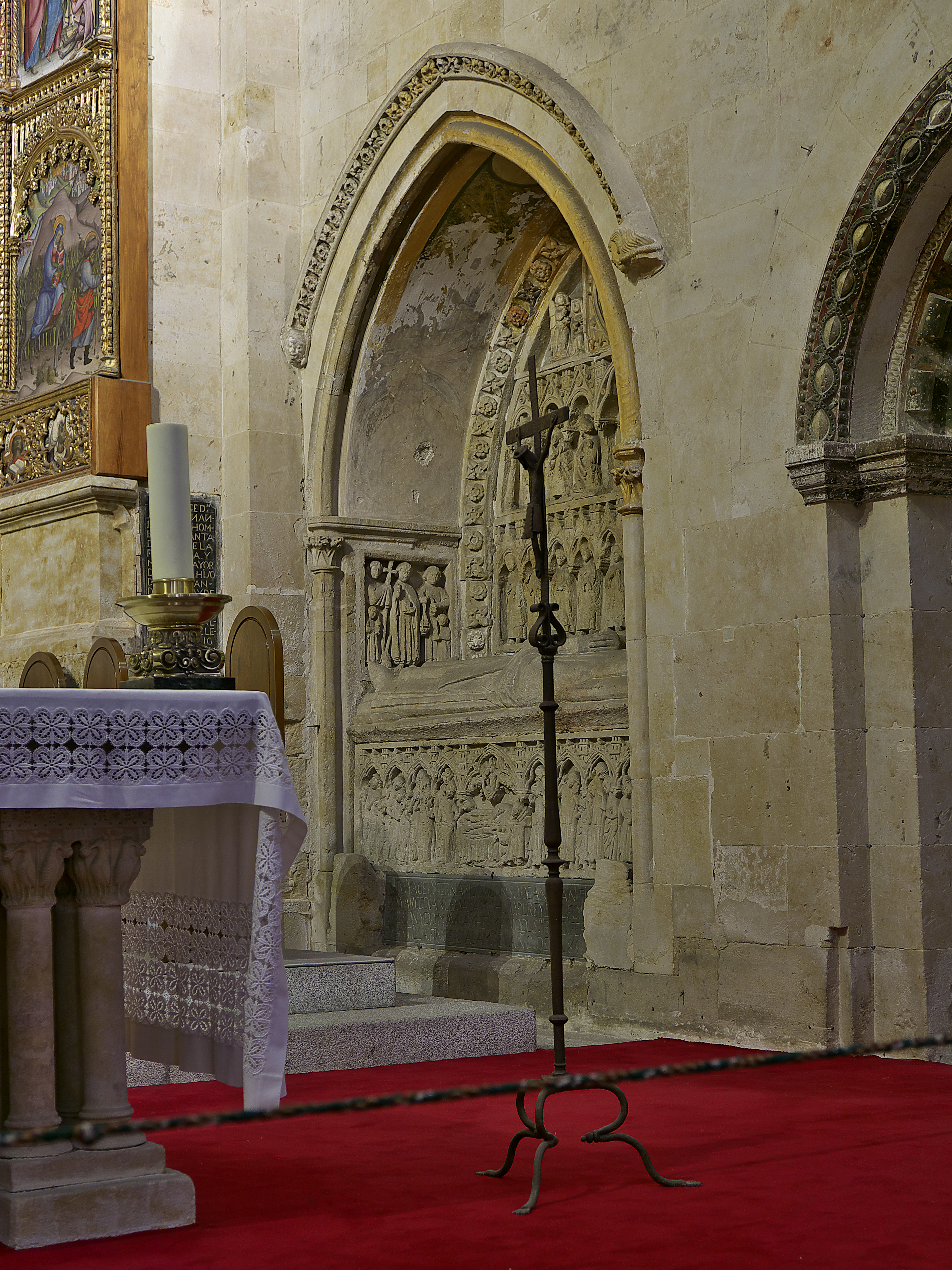
Sepulcro de Fernando Alfonso de León. (Capilla mayor de la Catedral Vieja de Salamanca).

Fue sepultado en el lado de la Epístola de la capilla mayor de la catedral Vieja de Salamanca, y su sepulcro se encuentra cobijado por una hornacina ojival cuyo fondo está adornado con varias figuras y con una representación del Juicio Final. Sobre el sepulcro hay una estatua yacente que representa al difunto ataviado con alba, dalmática, bonete y manípulo y sosteniendo un libro en sus manos, y la urna sepulcral, como afirmó Ricardo del Arco y Garay, está rodeada por una «triple hilera de figuritas» que se muestran en actitud de contemplar la estatua yacente. Y en el sepulcro del arcediano Fernando Alfonso, que carece de escudos de armas, aparece esculpido el siguiente epitafio sobre una placa de pizarra y en letra humanística y dorada, aunque Villar y Macías consignó erróneamente al final la fecha de 1286:

AQUI YACE DON FERNANDO ALONSO, DEAN DE SANTIAGO Y ARCEDIANO DE SALAMANCA. HIJO DEL REY DON ALFONSO IX DE LEÓN Y DE DOÑA MAURA Y HERMANO DEL SANTO REY DON FERNANDO DE CASTILLA. FINO EN SALAMANCA EL AÑO 1285.

Ruiz Maldonado señaló que tal vez el hijo del deán, Juan Fernández Cabellos de Oro, costeara el sepulcro de su padre en un «lugar privilegiado» de la catedral salmantina y también que es posible que solicitara al rey Sancho IV de Castilla que asistiera a los funerales de su padre. Y conviene señalar que el hijo del deán, Juan Fernández Cabellos de Oro, falleció en la ciudad de Salamanca en 1303 y fue enterrado en la catedral salmantina, por lo que en la actualidad sus restos mortales reposan junto a los de su padre.

## Descendencia
Fruto de su relación con Aldara López de Ulloa, viuda de Gómez García e hija de Lope Rodríguez de Ulloa, nacieron dos hijos:
- Juan Fernández Cabellos de Oro (m. 1303).[5] Fue señor del castillo de Carpio-Bernardo[47] y también de Castroponce, Villacidas, Bricianos y de otros «muchos pueblos y vasallos», como afirmó Manuel Villar y Macías en el tomo I de su Historia de Salamanca.[48] Y ocupó los cargos de mayordomo mayor del rey Sancho IV de Castilla, adelantado mayor de la frontera de Andalucía, adelantado mayor de Galicia y merino mayor de Galicia,[43][49] siendo sepultado en la Catedral Vieja de Salamanca.[50][43]
- Juan Alfonso. Fue señor de la villa de Tejeda y, según Villar y Macías, el progenitor de los Tejedas de Salamanca.[20]